# Richard de Fournival
Richard de Fournival (Amiens, 10 ottobre 1201 – Amiens, 1º marzo 1260 circa) è stato un poeta e scienziato francese.

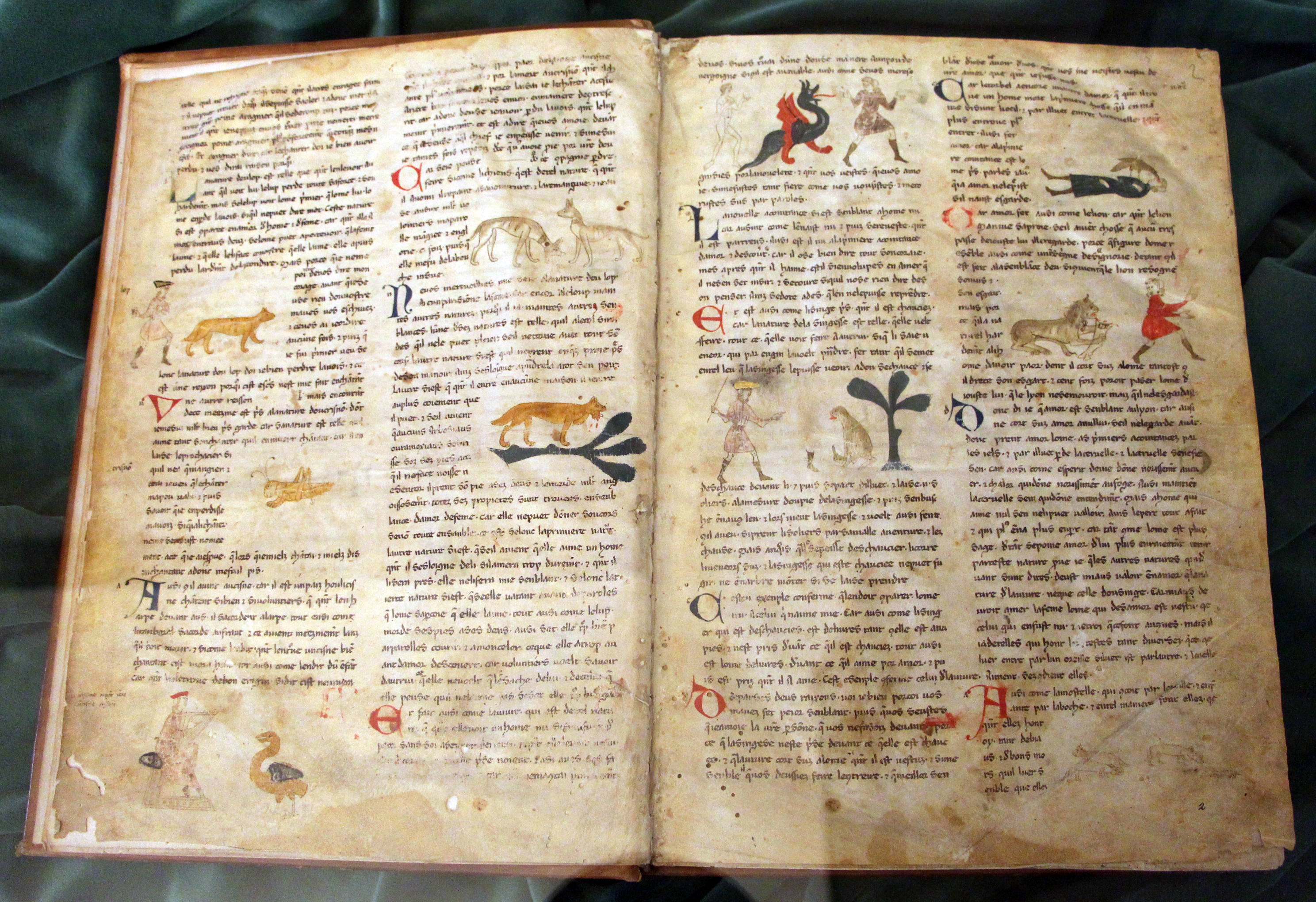
Bestiaire d'amour, XIV sec. (Biblioteca Medicea Laurenziana)

È noto tra i trovieri soprattutto per il suo Bestiario d'amore.

## Biografia
Richart de Fornival nacque ad Amiens nel 1201, figlio del medico personale di Filippo Augusto (re di Francia tra il 1165 e il 1223), Roger de Fournival.
Fu uomo di immensa cultura ed erudizione. I suoi interessi erano smisurati: ebbe interessi matematici, alchimistici, astronomici, nonché filosofici e letterari. Esercitò anche la chirurgia, dopo aver ricevuto l'autorizzazione del Papa Gregorio IX.
Ebbe anche una fortunata carriera religiosa: prima cappellano, divenne poi cancelliere della chiesa di Amiens.
Raccolse una delle biblioteche più importanti del suo tempo, che costituisce il nucleo più antico dell'attuale biblioteca della Sorbona.
È ricordato principalmente nella storia della letteratura: padroneggiava, infatti, sia il latino che il francese, sia la prosa che i versi.

## Opere

### Latine
- Biblionomia: è un catalogo contenente ben 162 volumi di una biblioteca reale, ulteriore prova della vasta cultura scientifico-filosofica di Richart[1]

- De vetula (attribuita)

- Nativitas: un'autobiografia astrologica che testimonia la grande cultura dell'autore in tale campo (scritta non dopo il 1239)

- De Arte Alchemica

### Volgari
- Amistiés (attribuita): è un trattato sull'amore, ispirato a Pietro di Blois, De amicitia christiana

- Li Bestiaires d'amours (Il Bestiario d'amore)

- Consaus d'amours: trattato sull'amore in forma di risposta fittizia a lettere della sorella. Consta di una parte teorica e di una narrativa[2]; ha molte consonanze col Bestiaires d'amour, tra le quali l'uso di exempla zoologici[3]

- Commens d'amours: trattato di seduzione utile al fins amans; è una raccolta di exempla di derivazione letteraria classica e romanzesca

- Liriche: Sono 21 canzoni (3 di dubbia attribuzione[4]). Le prime 16 canzoni sono di tipo cortese[5], seguite da 2 jeux-partis fra Richart e Gautier.[6]

- Puissance d'amours (attribuita): dialogo tra il discepolo innamorato e il proprio maestro; vi si trova un'ispirazione cappellaniana